# Бурек (Француска)
Бурек (фр. Bourecq) насеље је и општина у североисточној Француској у региону Север-Па д Кале, у департману Па де Кале која припада префектури Béthune.
По подацима из 2011. године у општини је живело 582 становника, а густина насељености је износила 144,78 становника/km². Општина се простире на површини од 4,02 km². Налази се на средњој надморској висини од 32 метара (максималној 49 m, а минималној 22 m).

## Демографија
| 1962. | 1968. | 1975. | 1982. | 1990. | 1999. | 2011. |
| ----- | ----- | ----- | ----- | ----- | ----- | ----- |
| 552   | 565   | 607   | 556   | 560   | 517   | 582   |

График промене броја становника у току последњих година